# Romanie Schotte
Romanie Schotte (Nació el 15 de octubre de 1997 en Brujas, Bélgica) es una modelo belga y ganadora de Miss Bélgica 2017, quién representó a dicho país en Miss Mundo 2017.

## Primeros años
Romanie Schotte nació en Brujas, capital de la provincia de Región Flamenca, Bélgica. Es una estudiante de Administración y Empresas en su ciudad natal.

## Miss Bélgica 2017
El 13 de enero de 2017, Schotte compitió en el certamen Miss Bélgica 2017, al final del evento sale resultando Ganadora y fue coronada por su antecesora, Lenty Frans, Miss Bélgica 2016.